# Price Brookfield
Emery Price Brookfield (Floydada, 10 maggio 1920 – Pinehurst, 17 aprile 2006) è stato un cestista statunitense, professionista nella ABL, nella NBL, nella BAA e nella NBA.

## Palmarès
- Campione NBL (1947)